# Серафим (Тяпочкин)
Архимандри́т Серафи́м (в миру Дмитрий Александрович Тяпочкин; 1 [13] августа 1894, Новый Двор, Варшавская губерния — 19 апреля 1982, Ракитное, Белгородская область) — архимандрит Русской православной церкви, настоятель Свято-Николаевского храма в посёлке Ракитное Белгородской области.

## Биография
Родился 1 (13) августа 1894 года в городе Новый Двор Варшавской губернии в дворянской семье.
В семь лет был принят в духовное училище. В 1911 году поступил на учёбу в Холмскую духовную семинарию. Там он окончательно утвердился в стремлении к пастырскому служению. На духовное формирование юноши значительное влияние оказал ректор семинарии архимандрит Серафим (Остроумов).
Как лучший воспитанник в 1917 году направлен стипендиатом в Московскую духовную академию, где проучился до закрытия академии весной 1919 года.
В 1919 году Дмитрий познакомился с будущей супругой. В 1920 году они обвенчались.
В 1920 году епископом Евлампием (Краснокутским), викарием Екатеринославской епархии, рукоположён в сан диакона. 18 октября того же года в Тихвинском женском монастыре города Екатеринослава (в настоящее время город Екатеринославль называется город Днепр) епископом Евлампием рукоположён в сан пресвитера.
Начал служение священником в 1921 году в селе Михайловке Солонянского района Днепропетровской области в должности благочинного церквей Солонянского района. В должности благочинного состоял до 1936 года.
В годы церковных нестроений деятельно отстаивал чистоту православного учения в борьбе с обновленчеством, самосвятством и прочими антицерковными направлениями.
В 1933 году от туберкулёза скончалась супруга, Антонина Викторовна. На попечении отца Димитрия остались три несовершеннолетние дочери.
В 1940 году арестован в Михайловке за тайное совершение богослужения на дому. Осуждён к десяти годам лишения свободы. Отбывал заключение в городе Игарке Красноярского края.
По окончании срока заключения в 1950 году получил ещё четыре года ссылки. Ссылку отбывал в Казахстане, в районе озера Балхаш. В 1955 году по ходатайству Георгия — мужа младшей дочери Антонины — отцу Димитрию отменили ссылку, и он вернулся в Днепропетровск.
После отбытия срока направили служить в отдалённое село Верхний Токмак Запорожской области.
В 1960 году назначен священником храма в селе Михайловке Криничанского района Днепропетровской области. В том же году служил настоятелем в кафедральном соборе Днепропетровска, где к нему сразу же потянулись люди. Это не устраивало власти, и при первом же удобном случае уполномоченный забрал регистрацию и велел в течение двух дней покинуть город.
Отец Димитрий отправился в Москву, где владыка Стефан помог выяснить, что регистрацию можно восстановить. Регистрация была восстановлена, но без права служить в Днепропетровской епархии.
В течение месяца батюшка ночевал на вокзале. Наконец, получив назначение в Архангельск, в приемной у патриарха Алексия I он встретился с владыкой Леонидом (Поляковым), и тот пригласил его служить в Курско-Белгородскую епархию, направив в село Соколовку Корочанского района, в храм Успения Пресвятой Богородицы.

### Монашество
Стремясь послужить Церкви Божией в иноческом сане, подал епископу Леониду прошение о желании принять иноческий постриг: «Если не будет с моей стороны нарушением послушания, то дерзаю просить при постриге мне святое имя Преподобного Серафима Саровского, которого с детства почитаю небесным покровителем. В назначении меня его святейшеством в Курскую епархию, земную родину Преподобного Серафима, тоже вижу промысел Божий».
26 октября 1960 года в селе Соколовка епископ Курский и Белгородский Леонид (Поляков) совершил постриг протоиерея Димитрия в монашество с именем Серафим. В 1961 году иеромонах Серафим был возведен в сан игумена.
14 октября 1961 года назначен настоятелем Свято-Николаевского храма в посёлке Ракитном Белгородской области. Настоятелем этого храма он остался до конца своих дней.
В 1970 года он был удостоен сана архимандрита.
Архимандриту Серафиму была присуща любовь к богослужению, благоговейная строгость в исполнении церковного устава. В алтаре старец пребывал в трепетном страхе, литургию совершал в неизменно благоговейном состоянии. Спал он совсем немного.
Отошёл ко Господу в полной тишине в 17 часов 30 минут 19 апреля 1982 года, на второй день Светлого Христова Воскресения.
После смерти схиархимандрита Серафима рейсовые пассажирские автобусы на Ракитное были отменены, на поезда московского направления из Крыма и Кавказа не продавали билетов до Белгорода. Несмотря на все чинимые властями препятствия, провожать старца собрались сотни людей. Могила о. Серафима находится вблизи Свято-Николаевского храма в Ракитном.

## Почитание
Ещё при жизни почитался как старец. Сохранились свидетельства об исцелениях по молитвам батюшки и случаях его прозорливости.
В 2007 году архимандриту Серафиму (Тяпочкину) открыли памятник в посёлке Ракитное, где он прослужил 21 год. На постаменте выбиты слова архимандрита Серафима: «Пребывающий в Боге — пребывает в любви».
С 2000-х годов в Преображенском соборе Белгорода находится икона Серафима Тяпочкина.
В настоящее время идёт подготовка к канонизации архимандрита Серафима. Сбор свидетельств и воспоминаний об о. Серафиме начался в 1996 году Комиссией по канонизации Белгородской и Староосколькой епархии. В декабре 2018 года из Белгородской митрополии было отправлено письмо Патриарху вместе с материалами, необходимыми для рассмотрения вопроса о канонизации архимандрита Серафима.